# Wilhelminastichting
De Wilhelminastichting is het jongste liefdadigheidshofje in de plaats Dordrecht, in de Nederlandse provincie Zuid-Holland. Het is gelegen aan het Kasperspad en is bereikbaar via een poort.
Het hofje werd gebouwd in 1926 uit een legaat van het echtpaar Oldenborgh-Vriesendorp en was aanvankelijk bestemd voor de (gratis) huisvesting van bejaarde dienstboden.

## Ontwerp
Het hofje telt 34 woningen in carrévorm rond een centrale binnentuin. Het complex, ontworpen door architect Bernardus van Bilderbeek, is opgetrokken in donkerrode baksteen en telt merendeels één bouwlaag met een kaplaag onder doorlopende zadeldaken bedekt met Hollandse pannen en voorzien van brede houten dakgoten. Een aantal van de huizen werd door een bombardement in de Tweede Wereldoorlog vernield en na de oorlog opnieuw opgebouwd.

## Bewoners
Oorspronkelijk waren de huisjes bestemd voor in dienstbetrekking oud geworden ongehuwde vrouwen of weduwen. Tegenwoordig worden de huizen verhuurd door de Woningstichting Progrez.